# Stewart Finlay-McLennan
Stewart Finlay-McLennan (* 7. September 1957 in Broken Hill) ist ein australischer Schauspieler.

## Leben
Finlay-McLennan begann seine schauspielerische Karriere 1989, als er erstmals einen Auftritt in einer Serie hatte. In den folgenden Jahren war er fast nur in Serien zu sehen, abgesehen von Zwei Asse im Schnee, der erste Film, bei dem er mitspielte. Er wurde 1993 in den Kinos veröffentlicht. 
In jüngerer Zeit wirkte Finlay-McLennan an seinem bisher bekanntesten Film, Das Vermächtnis der Tempelritter, mit. 

## Filmografie (Auswahl)
- 1989: Jake und McCabe – Durch dick und dünn (TV-Serie)
- 1990: Nasty Boys (TV-Serie)
- 1990: Mancuso, FBI (TV-Serie)
- 1990: Die Ninja Cops (TV-Serie)
- 1990: E.A.R.T.H. Force (TV-Serie)
- 1991: Unser lautes Heim (TV-Serie)
- 1991: Growing Pains (TV-Serie)
- 1992: The Boys of Twilight (TV-Serie)
- 1993: Renegade – Gnadenlose Jagd (TV-Serie)
- 1993: Zwei Asse im Schnee
- 1994: Christy (TV)
- 1994–1995: Christy (TV-Serie)
- 1997: Night Affairs (TV-Serie)
- 1998: Terminal Force II
- 1998: Spoiler – Verdammt im Eis
- 2000: Christy – The Movie (TV)
- 2000: Emergency Room – Die Notaufnahme (ER, TV-Serie)
- 2001: Nash Bridges (TV-Serie)
- 2001: Six Feet Under – Gestorben wird immer (Six Feet Under, TV-Serie)
- 2004: Alamo – Der Traum, das Schicksal, die Legende (The Alamo)
- 2004: Monk (TV-Serie)
- 2004: Das Vermächtnis der Tempelritter (National Treasure)
- 2005: Lost (TV-Serie)
- 2006: Jane Doe: The Harder They Fall (TV)
- 2007: Das Geheimnis der kleinen Farm (The Last Sin Eater)